# Krija joga
Krija joga je spiritualna vadba, ki temelji na kontroli dihanja. Leta 1861 je Lahiri Mahasaya prenesel znanje krija joge iz Himalaje v Indijo. Na Zahod je to obliko prenesel in v prakso vpeljal učitelj Paramahansa Jogananda in Paramahamsa Hariharananda. Tako je krija joga preko razsvetljenih gurujev prišla med ljudi. Swarupananda Ji (krija jogi,poznan pod imenom Yogacharya Tapan Bose) je eden izmed direktnih učencev Paramhanse Hariharanande, iz linije krija joga mojstrov: BabaJi Maharaj, Lahiri Mahasaya, Swami Yukteswar Giri, Paramhansa Yogananda in Paramahamsa Hariharananda. Sri Swarupananda Brahmachari je ustanovitelj Kriya Yoga Mission v Kolkati v Indiji. Krija jogo se moramo učiti direktno od guruja, učitelja krija joge, ki nas tudi iniciira v krija jogo. 